# Петрашик Володимир Ігорович
Володи́мир Ігорович Петра́шик (нар. 25 липня 1985, м. Чортків, Тернопільська область) — український арткритик, історик мистецтва, мистецтвознавець, музеєзнавець, кандидат мистецтвознавства (2012), доцент (з 2015), завідувач кафедри теорії та історії мистецтва Національної академії образотворчого мистецтва і архітектури, член Національної спілки художників України (з 2008), головний редактор журналу «Образотворче мистецтво» (з 2020). Автор монографій, понад 200 наукових публікацій з теорії, історії та практики образотворчого мистецтва, куратор мистецьких проєктів, військовослужбовець  ЗСУ від початку повномасштабної Російсько-української війни ,  нагороджний медаллю «За військову службу Україні» та іншими нагородами.

## Відзнаки та нагороди
- 2021 — лауреат премії XXI Міжнародного фестивалю «Napoli Cultural Classic», видавнича секція, Марильяно, Італія[6].
- 2024 — лауреат премії імені Платона Білецького Київської обласної організації Національної спілки художників України.
- 2024 — нагороджений медаллю «За жертовність і любов до України» Православної Церкви України від Глави Української Православної Церкви Патріарха Епіфанія[7].
- 2024 — нагороджений медаллю «За військову службу Україні» — за особисту мужність, виявлену у захисті державного суверенітету та територіальної цілісності України, самовіддане виконання військового обов'язку[8].
- 30 січня 2025 — відзнака Президії Національній академії мистецтв України — за значний внесок в українську науку про мистецтво та її популяризацію[9].
- 2025 — нагрудний знак «Медаль Ветеран війни — Учасник бойових дій»(Посвідчення ветерана  УБД № 487463, видане  ГШ ЗСУ від 19.02.2025).
- 2025 — нагороджений  Відзнакою Головнокомандувача ЗСУ «За сумлінну службу»  О.Сирського  (Наказ ГК ЗСУ від 11.05.2025 №331)

## Життєпис
Народився 25 липня 1985 у місті Чорткові на Тернопільщині. Батько Ігор Васильович Петрашик —інженер, мати Мельничук Любов Федорівна — бібліотекарка. 
2003 році — закінчив гімназію «Рідна школа» імені Маркіяна Шашкевича м. Чорткова. Публікувати статті почав з 2003 року. У 2004—2005 роках працював старшим науковим співробітником у Національному художньому музеї України.
2008 року закінчив факультет теорії та історії мистецтва Національної академії образотворчого мистецтва і архітектури. Педагоги з фаху: О. Федорук, Ю. Могилевський, Л. Міляєва. У 2008—2011 роках навчався в аспірантурі НАОМА.
2012 року захистив дисертацію на здобуття наукового ступеня кандидата мистецтвознавства на тему: «Творчість Миколи Бурачека в контексті мистецької культури України першої половини XX ст.», керівник О. Федорук.
У 2019—2020 роках працював старшим науковим співробітником науково-дослідного відділу Київського національного університету культури і мистецтв.
Від 2010 року — викладач, старший викладач, доцент кафедри теорії та історії мистецтва Національної академії образотворчого мистецтва і архітектури (дотепер, з перервою). У 2012—2015 роках працював ученим секретарем відділення образотворчого мистецтва Національної академії образотворчого мистецтва і архітектури.
Від 2020 року — головний редактор журналу «Образотворче мистецтво», де починав працювати у 2006 році, починаючи з помічника редактора відділу. Підтримуючи багаторічні традиції відомого журналу, започаткував чимало новацій, збільшив акцент на інтернет-версії.

## Творча діяльність

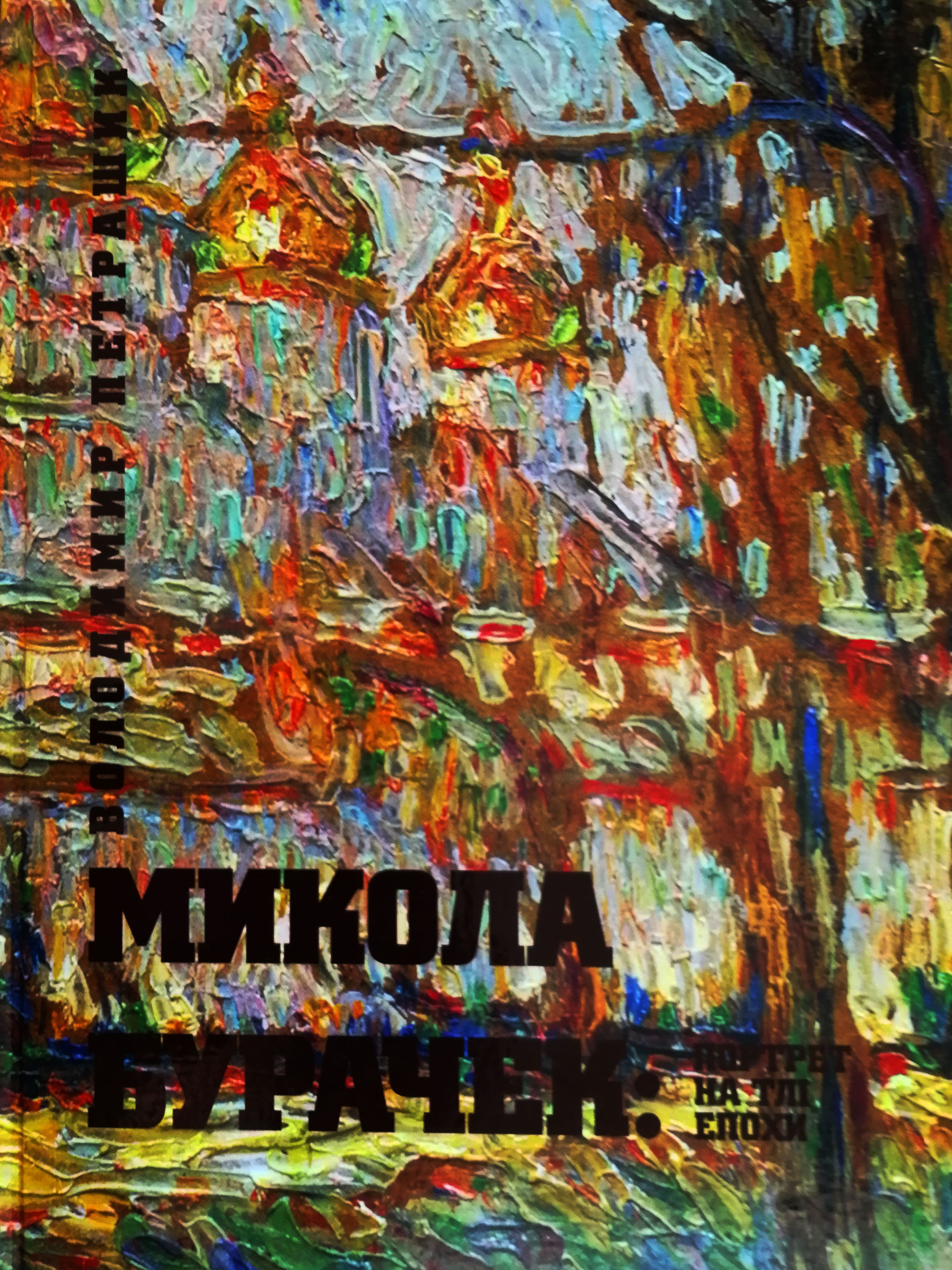
Обкладинка книги В. Петрашика «Микола Бурачек: портрет на тлі епохи» (2014)

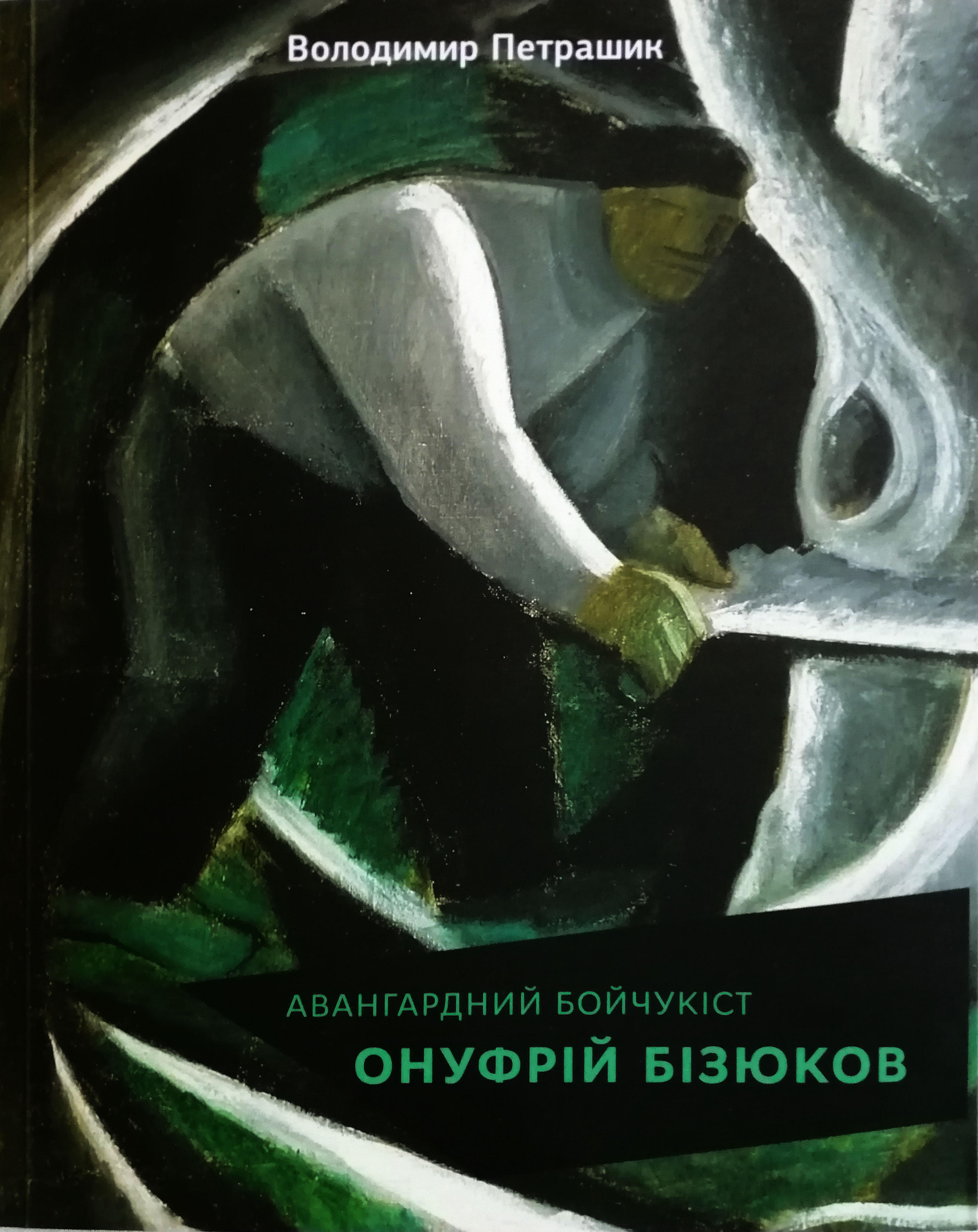
Обкладинка книги В. Петрашика «Авангардний бойчукіст Онуфрій Бізюков» (2018)

Особливу увагу В. Петрашик приділяє дослідженням маловідомих сторінок історії українського мистецтва, які намагалися приховати у радянські часи. Фундаментальні монографії присвячено творчості видатних митців початку XX століття Миколи Бурачека та Онуфрія Бізюкова. Аналітичний підхід автора розкриває потаємні мотиви творчості, цитуючи творчі кредо художників та пов'язує з соціально-політичними подіями, що зумовили драматичні повороти долі та відбились на тематиці картин. Дослідник підтверджує факти біографій документами з архівів. З них вимальовується сутність творчої діяльності, яка набуває загальнолюдського, позачасового значення. Так, В. Петрашик звертає увагу на принципову відмінність між свідомо-конструктивним методом та поверховим реалізмом, аналізуючи творчість О. Бізюкова: «Під архітектонікою він розумів побудову речей ладом ритму, рівноваги, цілісності й контрасту, що простежується у полотні  «На плоту» (1932—1933) із зібрання Національного художнього музею України, бо вважав, що саме в архітектоніці і закладено мистецьку цінність твору на відміну від натуралістичного мистецтва. Бо критерієм реалістичного мистецтва є подібність зображення із зовнішнім виглядом предметів».
Мистецтвознавець охоплює науковими дослідженнями різні історичні періоди, знаходячи між ними сутнісні перетини.
Він вивчає особливість мистецтва різних регіональних шкіл України та просліджує взаємодію українського та закордонного мистецтва
В. Петрашика цікавлять особливості жанрів у мистецтві, від виготовлення декоративних до цифрових творів, специфіка роботи сценографів, ілюстраторів, станковістів.
В. Петрашик створив  яскраву галерею творчих портретів  художників, серед них Охрім Судомора, Яків Гніздовський, Микола Стороженко, Валентина Виродова-Готьє, Георгій Нарбут, Віктор Маринюк, Олег Голосій, Степан Рябченко, Олег Тістол та багато інших.
Він є автором та членом редколегій наукових збірників, що видаються під егідою Національної академії наук України та Національної академії мистецтв України. Бере участь у підготовці до друку окремих томів «Енциклопедії Сучасної України» та «Шевченківського словника», рецензує книгу «Термінологія сучасного мистецтва».

### Педагогічна діяльність
Володимир Петрашик велику увагу приділяє викладацькій діяльності, адже від закладених знань та їх ґрунтовного опанування залежить якість і напрямок розвитку культури в майбутній Україні.
З 2010 року з деякими перервами він — викладач і доцент Національної академії образотворчого мистецтва і архітектури. Серед охоплених ним дисциплін — «Історія українського мистецтва XVIII ст.»; «Історія українського мистецтва XIX ст.»; «Історія українського мистецтва XX – поч. XXI ст.»; «Основи колекціонування», «Концептуальні проблеми сучасного мистецтва»; «Методика наукових досліджень» та інші.

## Військова діяльність
Від 2022 року, з початком повномасштабної Російсько-української війни року мистецтвознавець вступив до лав Збройних сил України, щоб захищати батьківщину. Дистанційно продовжував керувати видавництвом журналу «Образотворче мистецтво» та приділяти увагу питанням  розвитку українського сучасного мистецтва в умовах війни.
Служба Володимира в ЗСУ проходила і в гарячих точках на передовій, і в інших локаціях, за різними  призначеннями. З 2022 по 2024 Володимир працював на посаді електрика-моториста ремонтної роти 48 Кам'янець-Подільської інженерної бригади. З перервами на ротації, він воював на передових ділянках фронту у Харківській, Луганській (населених пунктах Греківка, Дружелюбівка, Ольгівка) і Донецькій областях (Часів Яр, Покровський напрямок). З вересня 2024 року В. І. Петрашик — спецпризначенець 2-го Інтернаціонального Легіону Сил оборони України. В. І. Петрашик має державні нагороди й відзнаки як ветеран війни — учасник бойових дій.

### Монографії
- Володимир Петрашик. Микола Бурачек: портрет на тлі епохи. — Київ : Сіті прес компані, 2014. — 176 с. — ISBN 978-617-7126-02-6.
- Володимир Петрашик. Авангардний бойчукіст Онуфрій Бізюков. — Київ : Софія-А, 2018. — 237 с. — ISBN 978-617-7031-74-0.

### Вибрані публікації
- В. Петрашик. Олександр Храпачов. Творчий портрет // Художники України. — Київ, 2007. — С. 1—2.
- В. Петрашик. Вірний принципам правди // Каталог художника В. Пузиркова. — Київ, 2019—2020. — С. 4—10.
- В. Петрашик. Юрій Скандаков. Повернення феномену // Каталог художника Ю. Скандакова. — Київ, 2020. — С. 4—12.
- В. Петрашик. Ян Станіславський і Микола Бурачек — натхненні красою української природи // Художня культура. Актуальні проблеми. — 2007. — № 4. — С. 383—395.
- В. Петрашик. Епіка Тараса Данилича // Образотворче мистецтво. — 2007. — № 1. — С. 68—69.
- В. Петрашик. Комо киян // Образотворче мистецтво. — 2007. — № 1. — С. 100—101.
- В. Петрашик. Синкретична спадщина Миколи Бурачека та її внесок в український пленеризм // Художня культура. Актуальні проблеми. — 2008. — № 5. — С. 425—440.
- В. Петрашик. Декілька сторінок з історії української культури першої половини XX ст. // Образотворче мистецтво. — 2008. — № 2. — С. 12—14.
- В. Петрашик. Яків Гніздовський // Образотворче мистецтво. — 2008. — № 4. — С. 46—47.
- В. Петрашик. Утверджувати українське графічне мистецтво — Дмитро Парута // Образотворче мистецтво. — 2008. — № 4. — С. 74—75.
- В. Петрашик. Володимир Цюпко — гармонія форми // Образотворче мистецтво. — 2009. — № 1. — С. 66—67.
- В. Петрашик. Творячи прекрасне — творив вічне: Охрім Судомора // Образотворче мистецтво. — 2009. — № 2. — С. 30—31.
- В. Петрашик. Живописні візії Сергія Рєпки // Образотворче мистецтво. — 2010. — № 2/3. — С. 34—35.
- В. Петрашик. Осяяний Божою благодаттю (Миколі Стороженкові — 85!) // Образотворче мистецтво. — 2013. — № 4. — С. 50—53.
- В. Петрашик. Вишуканий живопис Майстра (До 85-річчя Валентини Виродової-Готьє) // Образотворче мистецтво. — 2019. — № 3. — С. 102—104.
- В. Петрашик. Цифровий всесвіт Степана Рябченка // Образотворче мистецтво. — 2020. — № 2. — С. 92—95.
- В. Петрашик. Українська абетка Георгія Нарбута // Образотворче мистецтво. — 2020. — № 2. — С. 138.
- В. Петрашик. Віктор Маринюк: «Жити уважно» // Образотворче мистецтво. — 2020. — № 3—4. — С. 88—89.
- В. Петрашик. Олег Голосій. Живопис нон-стоп // Образотворче мистецтво. — 2020. — № 1. — С. 126—127.
- В. Петрашик. «60 років Незалежності» Олега Тістола // Образотворче мистецтво. — 2021. — № 1. — С. 68—71.